# London (Ontario)
London [ˈlʌndən] ist eine Stadt im Bezirk Middlesex County im südlichen Teil der Provinz Ontario in Kanada. Sie liegt auf 43°2' nördlicher Breite und 81°9' westlicher Länge und hat etwa 384.000 Einwohner. Der Fluss Thames fließt durch London.
Die erste Besiedlung stammt aus der Zeit von 1826, seit 1855 ist London eine Stadt. Sie liegt zwischen Huronsee und Eriesee auf halbem Weg zwischen Toronto und Detroit in der Region Western Ontario. Obwohl die Stadt London Verwaltungssitz des Middlesex County ist, ist sie  als single-tier municipality (einstufige Gemeinde) und separated municipality (abgetrennte Gemeinde) unabhängig von diesem.

## Geschichte
Vor dem Eintreffen der Europäer im 17. Jahrhundert lebten in der Region um London verschiedene Algonkin- und Irokesen-Völker. In der Stadt befindet sich daher das Museum of Ontario Archaeology, das neben den Überresten eines aus 19 Langhäusern bestehenden Dorfes der Neutralen aus dem 15. Jahrhundert errichtet wurde.
An der Stelle der heutigen Innenstadt von London befand sich am Ufer des Flusses Askunessippi das Dorf Kotequogong. Dieses wurde 1793 von Leutnant John Graves Simcoe für die Ansiedlung der zukünftigen Hauptstadt des anglophonen Ontario ausgewählt und nach der britischen Hauptstadt London umbenannt. Der Askunessippi erhielt wiederum entsprechend den Namen Thames. Der Zuzug von Siedlern begann jedoch erst 1826 und London wurde auch nie Hauptstadt einer kanadischen Provinz.
1856 wurde London Sitz des römisch-katholischen Bistums London mit der 1885 errichteten Kathedralbasilika Saint Peter. Während andere Städte in Ontario – so zum Beispiel die Hauptstadt der Provinz Ontario Toronto – bis ins 20. Jahrhundert protestantisch geprägt waren, versuchte London schon im 19. Jahrhundert die konfessionellen Schranken zu umgehen. So gründeten protestantische und katholische Siedler aus Irland 1877 gemeinsam die Benevolent Irish Society, die beiden Konfessionen offensteht.
Das Wachstum der Stadt London ist noch nicht abgeschlossen, in den 1990er Jahren wurden einige umliegende Ortschaften eingemeindet. London ist heute die elftgrößte Stadt Kanadas und die fünftgrößte in Ontario.
Außerdem wird London geprägt von der University of Western Ontario, die auch Kanadas angesehenste Wirtschaftshochschule Ivey Business School beherbergt. Mit über 30.000 Studenten verfügt die Stadt über ein reges Studentenleben.

## Wirtschaft
Londons Wirtschaft ist durch Fahrzeugproduktion (Lokomotiven und Militärfahrzeuge), Biotechnologie und Informationstechnologie geprägt. Es haben sich Zulieferer für die amerikanischen Autoproduzenten angesiedelt. Der Flughafen London International befindet sich am Stadtrand.

## Bevölkerung
Der Zensus im Jahr 2016 ergab für die Gemeinde eine Bevölkerung von 383.822 Einwohnern, nachdem der Zensus im Jahr 2011 für die Gemeinde noch eine Bevölkerung von 366.151 Einwohnern ergab. Die Bevölkerung hat dabei im Vergleich zum letzten Zensus im Jahr 2011 um 4,8 % zugenommen und liegt damit nahe am Provinzdurchschnitt mit einer Bevölkerungszunahme in Ontario um 4,6 %. Im Zensuszeitraum 2006 bis 2011 hatte die Einwohnerzahl in der Gemeinde, unterdurchschnittlich, nur um 3,9 % zugenommen, während sie im Provinzdurchschnitt um 5,7 % zunahm.
Für den Zensus 2016 wurde für die Gemeinde ein Medianalter von 39,7 Jahren ermittelt. Das Medianalter der Provinz lag 2016 bei nur 41,3 Jahren. Das Durchschnittsalter lag bei 47,5 Jahren, bzw. bei 42,3 Jahren in der Provinz.
Zum Zensus 2011 wurde für die Gemeinde noch ein Medianalter von 39,3 Jahren ermittelt. Das Medianalter der Provinz lag 2011 bei 40,4 Jahren.
80 % der Bewohner von London geben Englisch als Muttersprache an, daneben gibt es arabische, chinesische, französische, polnische, portugiesische, italienische und spanische Minderheiten mit einem Sprachanteil von je 1–3 %.

## Infrastruktur
London bezieht Trinkwasser aus dem Huronsee.

## Sport
2013 fanden die Eiskunstlauf-Weltmeisterschaften im Budweiser Gardens statt.

## Städtepartnerschaften
- Nanjing, Volksrepublik China

## Persönlichkeiten
- Nathaniel Orr (1822–1908), US-amerikanischer Xylograf
- Charles Smith Hyman (1854–1926), Fabrikant, Tennisspieler und Politiker
- Charles Christie (1880–1955), kanadisch-US-amerikanischer Unternehmer, Filmregisseur und Filmproduzent
- Jack L. Warner (1892–1978), Filmproduzent, Mitgründer der Warner Bros.
- Helen Battle (1903–1994), Zoologin und Hochschullehrerin
- Thomas Hockin (* 1938), Politikwissenschaftler, Hochschullehrer und Politiker
- Sean Smith (* 1971), US-amerikanischer Freestyle-Skier
- Andrew Downing (* 1973), Jazzmusiker
- Eric Lindros (* 1973), Eishockeyspieler
- Stephen Kramer Glickman (* 1979), Schauspieler
- Joe Thornton (* 1979), Eishockeyspieler
- Ryan Gosling (* 1980), Schauspieler
- Damian Warner (* 1989), Zehnkämpfer
- Drew Doughty (* 1989), Eishockeyspieler
- Tessa Virtue (* 1989), Eistänzerin
- Justin Bieber (* 1994), Pop- & R’n’B-Musiker
- Jessie Fleming (* 1998), Fußballspielerin